# Baldersheim
Baldersheim je občina v departmaju Haut-Rhin francoske regije Grand-Est.
Leta 2016 je v občini živelo 2.615 oseb oz. 205 oseb/km².